# Vicariato apostolico di Zamora
Il vicariato apostolico di Zamora (in latino: Vicariatus Apostolicus Zamorensis in Aequatoria) è una sede della Chiesa cattolica in Ecuador immediatamente soggetta alla Santa Sede. Nel 2022 contava 99.356 battezzati su 114.891 abitanti. È retto dal vescovo Jaime Oswaldo Castillo Villacrés.

## Territorio
Il vicariato apostolico comprende la provincia di Zamora Chinchipe, in Ecuador.
Sede del vicariato è la città di Zamora, dove si trova la cattedrale di Nostra Signora del Carmine.
Il territorio è suddiviso in 21 parrocchie.

## Storia
Il vicariato apostolico di Zamora è stato eretto il 17 febbraio 1893, ricavandone il territorio dal vicariato apostolico del Napo.
Nel 1897 i missionari francescani a cui era stato affidati il vicariato si ritirarono dalla regione. Poterono farvi rientro solo nel 1921. Dal 1923 la situazione del vicariato assunse un assetto stabile, con la nomina di un amministratore apostolico da parte della Santa Sede. Grazie alla presenza di venti famiglie cristiane si adibì a cappella un chozón, una capanna circolare con tetto di paglia. Già nel 1925, con l'aiuto del governo, si poté costruire un convento in muratura . Nel 1930 le famiglie cristiane erano già quaranta, per un totale di circa 200 persone, a cui si sommavano 55 lavoratori temporaneamente residenti. 
Nel 1939 fu inaugurata la prima chiesa parrocchiale, nel 1942 la popolazione cattolica ammontava a 3000 persone. Le suore francescane si occupavano di quattro scuole elementari, con quattro dormitori per gli scolari, tre dispensari e una scuola di formazione professionale.
Nel 1949 il vicario Manuel Moncayo costruì l'attuale cattedrale ed eresse nuove parrocchie con curati residenti.
Negli anni 1980 il territorio del vicariato viene suddiviso in 4 zone pastorali (Nord, Cinturón, Zamora, Chinchipe) e l'attività pastorale assume un carattere organico in tutto il vicariato. Questa attività viene potenziata negli anni 2000 con l'istituzione di nuove strutture: un ospizio per gli anziani, una clinica, due emittenti radiofoniche e un'emittente televisiva.

## Cronotassi dei vicari apostolici
Si omettono i periodi di sede vacante non superiori ai 2 anni o non storicamente accertati.
- Luis Torra, O.F.M. † (agosto 1892 - ?)
  - Antonio María Issasi, O.F.M. † (8 gennaio 1922 - 23 settembre 1931) (amministratore apostolico)
  - Juan González Medina, O.F.M. † (12 gennaio 1933 - 1940) (amministratore apostolico)
  - Pedro Regalado Oñate, O.F.M. † (22 aprile 1941 - 10 novembre 1949) (amministratore apostolico)
  - Manuel Moncayo, O.F.M. † (5 dicembre 1949 - 28 febbraio 1959) (amministratore apostolico)
  - Jorge Francisco Mosquera Barreiro, O.F.M. † (16 marzo 1959 - 21 aprile 1964 nominato vicario apostolico) (amministratore apostolico)
- Jorge Francisco Mosquera Barreiro, O.F.M. † (21 aprile 1964 - 10 settembre 1982 dimesso)
- Serafín Luis Alberto Cartagena Ocaña, O.F.M. (10 settembre 1982 - 1º febbraio 2003 ritirato)
- Fausto Gabriel Trávez Trávez, O.F.M. (1º febbraio 2003 - 27 marzo 2008 nominato vescovo di Babahoyo)
- Walter Jehowá Heras Segarra, O.F.M. (25 marzo 2009 - 31 ottobre 2019 nominato vescovo di Loja)[2]
- Jaime Oswaldo Castillo Villacrés, dal 17 novembre 2020

## Statistiche
Il vicariato apostolico nel 2022 su una popolazione di 114.891 persone contava 99.356 battezzati, corrispondenti all'86,5% del totale.
| anno | popolazione | popolazione | popolazione | presbiteri | presbiteri | presbiteri | presbiteri                | diaconi | religiosi | religiosi | parrocchie |
| anno | battezzati  | totale      | %           | numero     | secolari   | regolari   | battezzati per presbitero | diaconi | uomini    | donne     | parrocchie |
| ---- | ----------- | ----------- | ----------- | ---------- | ---------- | ---------- | ------------------------- | ------- | --------- | --------- | ---------- |
| 1950 | 1.200       | 10.000      | 12,0        | 6          |            | 6          | 200                       |         | 13        | 18        | 5          |
| 1966 | 16.435      | 17.065      | 96,3        | 13         |            | 13         | 1.264                     |         | 17        | 18        | 10         |
| 1970 | 21.100      | 22.100      | 95,5        | 12         |            | 12         | 1.758                     |         | 15        | 20        |            |
| 1976 | 36.000      | 36.505      | 98,6        | 12         | 1          | 11         | 3.000                     |         | 15        | 27        | 12         |
| 1980 | 44.500      | 45.500      | 97,8        | 6          | 1          | 5          | 7.416                     |         | 7         | 34        | 10         |
| 1990 | 54.300      | 55.300      | 98,2        | 15         | 5          | 10         | 3.620                     |         | 14        | 56        | 31         |
| 1999 | 105.828     | 108.966     | 97,1        | 16         | 9          | 7          | 6.614                     | 1       | 7         | 53        | 16         |
| 2000 | 100.700     | 106.000     | 95,0        | 19         | 12         | 7          | 5.300                     | 1       | 7         | 40        | 17         |
| 2001 | 105.828     | 120.966     | 87,5        | 18         | 10         | 8          | 5.879                     | 1       | 8         | 51        | 20         |
| 2002 | 119.374     | 121.546     | 98,2        | 19         | 9          | 10         | 6.282                     | 1       | 14        | 61        | 20         |
| 2003 | 115.000     | 120.000     | 95,8        | 28         | 21         | 7          | 4.107                     |         | 11        | 55        | 25         |
| 2004 | 117.100     | 122.300     | 95,7        | 22         | 14         | 8          | 5.322                     |         | 10        | 55        | 21         |
| 2010 | 113.000     | 125.000     | 90,4        | 26         | 19         | 7          | 4.346                     |         | 10        | 50        | 20         |
| 2014 | 120.400     | 133.000     | 90,5        | 22         | 12         | 10         | 5.472                     |         | 12        | 52        | 21         |
| 2017 | 94.374      | 107.964     | 87,4        | 32         | 20         | 12         | 2.949                     |         | 14        | 32        | 42         |
| 2020 | 98.345      | 110.108     | 89,3        | 26         | 18         | 8          | 3.782                     | 2       | 18        | 31        | 21         |
| 2022 | 99.356      | 114.891     | 86,5        | 26         | 20         | 6          | 3.821                     |         | 10        | 32        | 21         |